# Spiraea aquilegiifolia
Spiraea aquilegiifolia là loài thực vật có hoa trong họ Hoa hồng. Loài này được Pall. miêu tả khoa học đầu tiên năm 1776.